# Julius von Michel
Julius von Michel (Frankenthal, 5 de julio de 1843 - Berlín, 29 de septiembre de 1911), fue un oftalmólogo alemán.
Estudió en las universidades de Wurzburgo y Zúrich y en 1866 sirvió como médico militar en la guerra austro-prusiana. Entre 1868 y 1870 fue asistente de Johann Friedrich Horner en la Clínica Oftalmológica de la Universidad de Zúrich. Durante la guerra franco-prusiana (1870-1871), sirvió nuevamente como médico militar, y después trabajó con Gustav Schwalbe en el Instituto de Fisiología de Carl Ludwig, en Leipzig.
En 1872 obtuvo su habilitación en Leipzig y posteriormente se convirtió en profesor asociado de oftalmología de la Universidad de Erlangen-Núremberg, donde en 1874 se convirtió en profesor titular. En 1879 fue nombrado sucesor de Robert von Welz en la clínica de oftalmología en Wurzburgo, y más tarde, en 1900, reemplazó a Karl Ernst Theodor Schweigger en la Universidad de Berlín.
Von Michel es recordado por sus trabajos relacionados con la tuberculosis ocular y sus importantes investigaciones de la oclusión de la vena central de la retina.
Falleció en Berlín, el 29 de septiembre de 1911.

## Obra

### Algunas publicaciones
- Das Verhalten der Netzhaut und des Sehnerven bei Epilepsie, Dissertation, Würzburg 1866.

- Die Krankheiten der Lider, Leipzig, 2.ª ed. 1908.

- Lehrbuch der Augenheilkunde, 1884.

- Klinischer Leitfaden der Augenheilkunde, 1894.

## Literatura
- Karl Huther. Julius von Michel (1843–1911). Ein Frankenthaler Wissenschaftler von internationaler Bedeutung. In: Pfälzer Heimat v. 13, 1962, p. 73–76.